# El navegante
El navegante (The Navigator) es una película muda cómica estadounidense de 1924  dirigida y protagonizada por Buster Keaton. La película fue escrita por Clyde Bruckman y codirigida por Donald Crisp. En 2018, la película fue seleccionada para su preservación en el Registro Nacional de Cine de los Estados Unidos por la Biblioteca del Congreso por ser "cultural, histórica o estéticamente significativa".

## Trama
Un armador, de cuya hija está enamorado Rollo Treadway (Buster Keaton), vende uno de sus barcos a un país para que lo utilice en la guerra que mantiene con otro país; sin embargo, los agentes del país enemigo tienen la misión de dejar el barco a la deriva para que naufrague y no pueda ser utilizado en contra de su país. Sin saber el destino del buque, Rollo Treadway y la muchacha que despreció su propuesta de matrimonio, Betsy O'Brien (Kathryn McGuire), se embarcan en el navío abandonado a la deriva en el océano Pacífico. Los dos pasajeros, que no se habían dado cuenta, acaban encontrándose. Avistan un buque de la marina e izan una bandera de colores brillantes, sin darse cuenta de que indica que el barco está en cuarentena . Como resultado, el otro barco se aleja. Al principio, tienen grandes dificultades para cuidar de sí mismos (ambos están acostumbrados a que les sirvan), pero se adaptan después de unas semanas, con aparatos tipo Rube Goldberg para hacer café, abrir latas y hervir galletas.
Finalmente, el barco encalla cerca de una isla tropical habitada y se produce una fuga. Mientras Rollo se pone un traje de buceo de aguas profundas y se sumerge para tapar el agujero, los nativos salen en canoa y se llevan a Betsy prisionera. Cuando Rollo emerge del océano, los nativos se asustan, lo que le permite rescatar a Betsy y llevarla de vuelta al barco. Los nativos regresan e intentan abordar el barco. Después de una feroz lucha, Rollo y Betsy intentan escapar en un pequeño bote. Comienza a hundirse y los nativos los alcanzan rápidamente en sus canoas. Justo cuando todo parece perdido, un submarino de la marina emerge justo debajo de ellos y se salvan.

## Reparto
- Buster Keaton: Rollo Treadway.
- Frederick Vroom: John O'Brien.
- Kathryn McGuire: Betsy O'Brien.
- Donald Crisp: el rostro en la imagen en el ojo de buey.
- Clarence Burton: un espía. (sin acreditar)
- H.N. Clugston: otro espía. (sin acreditar)
- Noble Johnson: el jefe caníbal. (sin acreditar)

## Producción
Después de la decepcionante recepción de Sherlock Jr. , Keaton y su equipo de producción estaban desmoralizados y buscaban un proyecto que fuera emocionante y exitoso. Mientras el director artístico de Keaton, Fred Gabourie, estaba explorando astilleros en San Francisco para otro proyecto, The Sea Hawk, le mostraron el antiguo USAT Buford, un barco de 5000 toneladas y 500 pies que se estaba vendiendo como chatarra.  El barco real era una combinación de pasajeros y carga que había servido como transporte del ejército durante la Guerra Hispano-Estadounidense y la Primera Guerra Mundial. Antes de The Navigator, el servicio más controvertido del Buford había ocurrido en 1919-20, durante el Primer Terror Rojo, cuando se utilizó como el "Arca Soviética" para deportar a 249 personas de los Estados Unidos a la Rusia revolucionaria, entre ellos la célebre anarquista Emma Goldman y Alexander Berkman.  A Gabourie le dijeron que una producción cinematográfica podía hacer cualquier cosa con el barco, incluso incendiarlo o hundirlo. Gabourie se apresuró a regresar a Los Ángeles para contarle a Keaton sobre el barco. Keaton comenzó inmediatamente a planificar una película centrada en el Buford e hizo que el productor Joseph Schenck alquilara el barco por $25,000 con una tripulación y navegara hasta Los Ángeles.
Keaton rebautizó el barco como Navigator y su equipo comenzó a remodelar el interior, instalando luces de cine y pintándolo. De las 60 personas del equipo de filmación, aproximadamente la mitad eran marineros reales contratados para manejar el barco. El rodaje a bordo del Navigator tomó 10 semanas, principalmente en la isla Catalina. Keaton inicialmente contrató a Donald Crisp para dirigir las escenas dramáticas, dejándose libre para concentrarse en las cómicas. Sin embargo, Crisp no estaba interesado en el drama y "¡se convirtió en comediante de la noche a la mañana!" según Keaton. Keaton encontró difícil colaborar con Crisp y le informó a Crisp que el rodaje había terminado solo como excusa para deshacerse de él. Keaton luego reanudó el rodaje sin Crisp. Después de completar la producción a bordo del Navigator, Keaton comenzó a filmar las escenas submarinas en la piscina municipal de Riverside. Tuvieron que extender las paredes de concreto de la piscina a 20 pies y sumergir una hélice de 12 pies. Sin embargo, el peso adicional de la piscina hizo que el fondo se hundiera y Keaton tuvo que trasladar la producción al lago Tahoe para terminar las escenas submarinas. Para hacer frente a la baja temperatura del lago, Keaton y su camarógrafo bebieron bourbon. Keaton tardó varias semanas en completar lo que se convertiría en unos pocos minutos de metraje submarino en la película terminada. Los retrasos hicieron que la película superara el presupuesto, por lo que Keaton y Schenck se pelearon.

## Recepción crítica
La película se estrenó el día de Colón de 1924 en el Capitol Theater de Nueva York, en ese momento el cine más grande del mundo. En el Capitol, The Navigator fue un gran éxito y estuvo en cartelera durante una extraña segunda semana. En general, The Navigator fue el mayor éxito de Keaton, recaudando 680.406 dólares con un presupuesto de 385.000 dólares. Keaton dijo que era su mejor película.
Cuando la película fue estrenada, Variety publicó que "la comedia de Buster Keaton es irregular, es decir, es a la vez un lugar común y una novedad, con lo suficiente de lo último para permitirle captar risas. Variety también destacó la originalidad del vestuario y el montaje del buceo en alta mar y elogió "una abundancia de situaciones divertidas" en algunas de las escenas submarinas de la película.
Más recientemente el crítico de cine Dennis Schwartz escribió que la película "ha demostrado ser el mayor éxito comercial de Keaton. El tema del hombre civilizado frente a la máquina (visto como haciendo la vida más difícil para el hombre moderno debido a que se vuelve tan dependiente de ella y no siempre es fiable) nunca fue usado más efectivamente en el cine."

## Reconocimientos
La película está reconocida por el American Film Institute en estas listas: * 2000: AFI's 100 Years...100 Laughs – #81